# イライザ・アン・グライア
イライザ・アン・グライア（英語: Eliza Ann Grierまたは英語: Eliza Anna Grier、イライザ・アンナ・グライアあるいはイライザ・アン・グリアという表記あり、1864年–1902年）は、アメリカの医師であり、アフリカ系アメリカ人女性としては初めてアメリカ合衆国のジョージア州で医師として開業した人物である。生まれた時は奴隷の身分であったが、働きながら医大に通って学位を取得した。

## 来歴
イライザ・アン・グライア医師は1864年、ノースカロライナ州メクレンバーグ郡でエミリー及びジョージ・ワシントン・グライアの夫妻の娘として生まれた。奴隷解放宣言より後に生まれたにもかかわらず、北軍の占領を受けていなかったノースカロライナ州のこの地域では実質的に奴隷であった。子供時代の暮らしぶりについてはあまり詳しいことはわかっておらず、おそらくジョージア州アトランタに住んでいた。テネシー州ナッシュヴィルに引っ越してフィスク大学で教員になるための教育を受けた。授業料をまかなうために1年働いては1年大学に通うという形で在籍し、1884年に入学して1891年に卒業した。
1890年、グライアはフィラデルフィアにあるペンシルベニア女子医科大学（現在はドレクセル大学医学部）に手紙を書き、自らにはほとんどお金がないが、「解放奴隷がこのように高尚な職業につくために受けられるようななんらかの支援」が提供可能かどうかを尋ねた。グライアは1893年にペンシルベニア女子医科大学に受け入れられ、資金調達のため、再び一定期間勉強しては一定期間働くという形で大学に通ったため、医師を志してから学位をとるまで結局7年かかった。グライアは1年綿花摘みをして翌年医大に通うための資金を稼ぐということを行った。1897年に卒業した後はジョージア州アトランタに引っ越し、フルトン郡で開業許可を申請し、これによりジョージア州で初めて医師免許を受け取ったアフリカ系アメリカ人女性となった。グライアは産科と婦人科を専門としてアトランタで個人で開業した。この期間、グライアは教師の仕事もして収入を補っていた。
開業してたった3年後の1901年にグライアは病気になり、仕事ができなくなった。グライアは財政難について支援を求めるべく、女性参政権運動家のスーザン・B・アンソニーに手紙を書いた。アンソニー自身は金銭的にグライアを助けられなかったが、代理としてペンシルベニア女子医科大学に連絡をとり、支援を依頼した。
グライアはジョージア州オールバニに引っ越したが、そこでは弟でやはり医師であったリチャード・エドガー・グライアが働いていた。グライアは医師として開業後5年しかたっていない1902年に亡くなり、ノースカロライナ州シャーロットに葬られた。  

## 顕彰
ロス医科大学はマイノリティの医学生向けにイライザ・アン・グライアの名前を冠した奨学金を設置している。